# Alžběta Josefy
Alžběta Josefy (* 3. května 1984 Liberec) je česká malířka a hudebnice.

## Život
Alžběta Josefy se narodila v Liberci, vystudovala výtvarné gymnázium Václava Hollara a Akademii výtvarných umění v Praze v ateliéru klasických malířských technik prof. Zdeňka Berana a v ateliéru malířství III u prof. Michaela Rittsteina (2013).

## Dílo
Alžběta Josefy se ve své výtvarné tvorbě soustředí na předmětnost. Viděný předmět, nebo lidská těla, nahlíží tak, jakoby byla vědkyní či fotografkou. Prostřednictvím malby akrylovými barvami a jejich vymývání vodou nachází ve stvořených tvarech hlubší vrstvy, které "rentgenově prosvicuje" a tak v nich odkrývá jejich vnitřní tajemství, ideu - tvar a základní, věc či bytost určující vzorce.
Vedle malby se Alžběta Josefy věnuje hudbě a jako perkusistka působila ve skupinách Gothart, Braagas, Mijaktiç Orkestar a Giora Kukui kvartet. 

## Výstavy (výběr)
(2020) Scope New York , The Chemistry Gallery
(2020) Retina / Možnosti malby, 8smicka
(2019) Malba III / Možnosti malby, Galerie Vltavín
(2018) Confluente, Galateca gallery, Bukurešť
(2018) #Jdisebodnout, Galerie Rudolfinum
(2018) Resonanz, Go Green Art Gallery, Curych

## Zajímavost
Obraz Alžběty Josefy byl použit na obálce knihy Pod skleněným zvonem Sylvie Plathové.(Argo, 2018)